# Gabriel Deck
Gabriel "Gabby" Alejandro Deck (Santiago del Estero, 8 de fevereiro de 1995) é um basquetebolista argentino que atualmente joga pelo Oklahoma City Thunder disputando a  NBA. O atleta possui 2,01m atua na posição ala. Fez parte do selecionado argentino que conquistou a vaga para o torneio olímpico de basquetebol dos Jogos Olímpicos de Verão de 2016 no Rio de Janeiro.